# Zdzisław Płoski
Zdzisław Jan Płoski (ur. 1951 we Wrocławiu) – polski informatyk, tłumacz, wykładowca w Instytucie Informatyki Uniwersytetu Wrocławskiego.
W 1976 ukończył studia matematyczne na Uniwersytecie Wrocławskim. Jest autorem i współautorem publikacji dotyczących systemu operacyjnego GEORGE 3 oraz języka programowania Logo, a także autorem słowników terminów informatycznych i komputerowych. Zajmuje się tłumaczeniem z języka angielskiego specjalistycznej literatury informatycznej i podręczników akademickich. Oprócz tego jest autorem przekładów Księcia (z przekładu W.K. Marriotta z uwzględnieniem włoskiego oryginału) i Sztuki wojny Niccolò Machiavellego.

## Tłumaczenia
- Podstawy systemów operacyjnych, A. Silberschatz, P. Galvin, G. Gagne, Wydawnictwa Naukowo-Techniczne, Warszawa 1993–2006.
- Rozproszone systemy operacyjne, Andrew S. Tanenbaum, Wydawnictwo Naukowe PWN, Warszawa 1997.
- Systemy rozproszone: podstawy i projektowanie, G. Coulouris, J. Dollimore, T. Kindberg, WNT, Warszawa 1999.
- Podstawy oprogramowania: zbiór artykułów Davida L. Parnasa, pod red. Daniela M. Hoffmana i Davida M. Weissa; słowo wstępne Jona Bentleya, WNT, Warszawa 2003.
- Testowanie systemów obiektowych: modele, wzorce i narzędzia, Robert V. Binder, WNT, Warszawa 2003.
- Systemy rozproszone: zasady i paradygmaty, Andrew S. Tanenbaum, Maarten van Steen, WNT, Warszawa 2006.
- Elementy systemów komputerowych. Budowa nowoczesnego komputera od podstaw, N. Nisan, S. Schocken, WNT, Warszawa 2008.
- Windows Vista PL. Zabawa z multimediami, M. Kloskowski, K. Stephenson, Grupa Wydawnicza Helion, Gliwice 2008.
- Rzecz o istocie informatyki: algorytmika, David Harel, Yishai Feldman, WNT, Warszawa 2008.
- Tao wojny, Helion, Gliwice 2009. Tekst podstawowy Tao te king w interpretacji Wang Chena (IX wiek n.e.), komentarze Wang Chena do tekstu podstawowego i komentarze Ralpha D. Sawyera do komentarzy Wang Chena i tekstu podstawowego.
- Książę, Niccolò Machiavelli, Onepress, Gliwice 2010. Z przekładu W.K. Marriotta z uwzględnieniem włoskiego oryginału.
- Złożoność obliczeniowa, Christos H. Papadimitriou, Nowe wyd. pol, Helion, Gliwice 2012.
- Sztuka wojny według Machiavellego, Niccolò Machiavelli, Onepress, Gliwice 2012.
- Algorytmy bez tajemnic, Thomas H. Cormen, Helion, Gliwice 2013.
- Kontrola wersji z systemem Git: narzędzia i techniki programistów, Jon Loeliger, Matthew McCullough, Helion, Gliwice cop. 2014.
- Badanie danych. Raport z pierwszej linii działań, Rachel Schutt, Cathy O'Neil, Helion, Gliwice 2015.
- Od matematyki do programowania uogólnionego, Alexander A. Stepanov, Daniel E. Rose, Helion, Gliwice 2015.
- Jak działa oprogramowanie. Tajemnice komputerowych mechanizmów szyfrowania, obrazowania, wyszukiwania i innych powszechnie używanych technologii, V. Anton Spraul, Helion, Gliwice 2016.
- Systemy operacyjne. Architektura, funkcjonowanie i projektowanie. Wydanie IX,  William Stallings, Helion, Gliwice 2018.
- Bezpieczeństwo systemów informatycznych. Zasady i praktyka. Wydanie IV, tom 1 (tłum. słowniczka Radosław Meryk). William Stallings, Helion, Gliwice 2019.
- Podstawy systemów operacyjnych. Wydanie X, tom 1, A. Silberschatz, P. B. Galvin, G. Gagne, Wydawnictwo Naukowe PWN, Warszawa 2021.
- Podstawy systemów operacyjnych. Wydanie X, tom 2, A. Silberschatz, P. B. Galvin, G. Gagne, Wydawnictwo Naukowe PWN, Warszawa 2021.
- Stoickie ścieżki życia. Od Zenona do Marka Aureliusza. Ryan Holiday, Stephen Hanselman, Helion, Gliwice 2021.
- Dziennik stoika. Refleksje i myśli o sztuce życia na 366 dni. Ryan Holiday, Stephen Hanselman, Helion, Gliwice 2022.
- Myśl jak rzymski cesarz. Praktykuj stoicyzm Marka Aureliusza. Donald Robertson, Helion, Gliwice 2022.
- O wolności. John Stuart Mill, Onepress,  Grupa Wydawnicza Helion, Gliwice 2023.
- Wynalazek i innowacja. Krótka historia sukcesu i porażki. Vaclav Smil, Editio,  Grupa Wydawnicza Helion, Gliwice 2024.

## Publikacje
- Stanisław Borak, Jerzy Klaczak, Stanisław Korczak, Zdzisław Płoski, System operacyjny George 3, Wydawnictwa Naukowo-Techniczne, Warszawa 1981–1987.
- Ewa Gurbiel, Helena Krupicka, Zdzisław Płoski, Programowanie i LOGO (red. Zdzisław Płoski), Wydawnictwo Uniwersytetu Wrocławskiego, Wrocław 1987.
- E. Gurbiel, E. Kołczyk, H. Krupicka, Z. Płoski, M. M. Sysło, J. Witkowski, R. Zuber, K. Łukojć, Elementy Informatyki (red. M. M. Sysło), PWN, Warszawa 1993–1998.
- Informatyka. Słownik encyklopedyczny, Wydawnictwo EUROPA, Wrocław 1999.
- Informatyka. Słownik encyklopedyczny. Wydanie II - poszerzone i uzupełnione, Wydawnictwo EUROPA, Wrocław 2001.
- Komputer, internet – encyklopedyczny słownik szkolny, Wydawnictwo EUROPA, Wrocław 2002.
- Zob. też https://www.worldcat.org/search?q=Zdzisław+Płoski